# Сражение при Форт-Пиллоу
Сраже́ние при Форт-Пи́ллоу (англ. Battle of Fort Pillow, так же англ.  Fort Pillow massacre) произошло 12 апреля 1864 года на территории теннессийского округа Лодердейл в ходе гражданской войны в США. Кавалерия генерала Форреста окружила федеральный форт Пиллоу, и Форрест потребовал капитуляции гарнизона. Федеральный командующий отказался сдаться, и в ходе короткого штурма форт был взят. Во время штурма и сразу после него южанами были убиты многие белые и чёрные федеральные военнослужащие. Это событие стало широко известно на севере, и сам президент Линкольн потребовал официального расследования. Появились сообщения о том, что южане убивали женщин и детей и живьём сжигали пленных федеральных военных. После этого события генерал Форрест стал известен на севере как «Мясник из форта Пиллоу», хотя мера его ответственности за произошедшее не до конца прояснена. Событие было использовано Республиканской партией как аргумент против примиренческой политики демократов перед выборами 1864 года.

## Предыстория
Весной 1864 года генерал Натаниель Форрест совершил рейд в Западный Теннесси с целью добыть одежду и лошадей для своей армии. 24 марта один из его отрядов принудил к капитуляции гарнизон Юнион-Сити, а 25 марта сам Форрест занял город Падука и потребовал капитуляции форта Андерсон, но гарнизон отказался сдаваться. Южане попытались взять форт штурмом, но были отбиты. Форрест продолжал нападать на федеральные посты, а 4 марта написал генералу Полку, что хочет напасть на форт Пиллоу на реке Миссисипи. Он писал, что там стоит отряд в 500 или 600 человек, а в форте есть лошади и припасы, которые ему нужны. Гарнизон форта Пиллоу состоял частично из дезертиров армии Юга под командованием майора Бредфорда, который по слухам тоже был дезертиром. Жители Теннесси жаловались, что он под видом разведки грабит население, отбирая лошадей, мулов, быков, постели, посуду и всё, что имеет ценность, и оскорбляет жён и дочерей конфедератов. Многие офицеры армии Форреста имели семьи в этом регионе и они просили генерала оставить их здесь для защиты своих семей. Для продолжения набора рекрутов и сбора продовольствия Форресту было необходимо ликвидировать угрозу, исходящую от форта Пиллоу.
Форт Пиллоу стоял на восточном берегу Миссисипи примерно в 40 милях севернее Мемфиса. Как и многие другие форты в регионе он был построен в марте-апреле 1861 года по приказу генерала Борегара и под руководством генерала Гидеона Пиллоу. Когда южане покинули Мемфис федеральная армия никогда не размещала в этом форте крупных сил. Форт не числился в списках у Шермана и он не знал, что там есть какой-то гарнизон. Сам форт был слаб, к нему можно было подобраться достаточно близко, пользуясь неровностями местности. Фортом командовал майор Бут, которого генерал Хёрлбат прислал из Мемфиса 28 марта во главе батальона цветных войск (1-го Алабамского легкоартиллерийского батальона). Майор Бретфорд был вторым по старшинству, он командовал 13-м Теннессийским кавполком. Так же в форте стояла одна цветная рота и некоторое количество дезертиров из разных частей. Хёрлбат писал Буту, что форт расположен на господствующей позиции и может малыми силами выдержать любую атаку. Он обещал прислать две 13-фунтовые гаубицы и был готов прислать 20-фунтовые Парроты, если в таковых будет необходимость. Хёрлбат считал, что после неудачной атаки под Падукой Форрест уже не решится продолжать рейды и вернётся в Джексон.
Непосредственно на форт Пиллоу наступала дивизия Джеймса Чалмерса. Бригада полковника Нили выдвинулась в сторону Мемфиса, распространяя слухи о том, что Форрест хочет напасть на город. Кавалерия Джона Макгирка подступала к Мемфису с юга, делая вид, что кавалерия Стивена Ли готова присоединиться к атаке. Между тем 10 апреля Форрест отдал приказ бригадам Белла и Маккулоха начать наступление на форт Пиллоу при поддержке батареи из 4-х небольших горных гаубиц. Утром 11 апреля отряд начал марш из Шеронс-Ферри, а в 14:00 Форрест нагнал его в Браунсвилле. Бригада Маккулоха шла в авангарде. Проводником служил местный житель по фамилии Шоу, которого майор Бредфорд недавно арестовал и отправил в заключение в форт, но тот сумел скрыться. Ночь была сырой и тёмной, дорога была плохая, из-за чего батарея гаубиц отстала, и так в итоге и не дошла до форта.

## Сражение
На рассвете 12 апреля авангард южан, рота Фрэнка Смита из 2-го Миссурийского полка, напала на внешние пикеты форта и захватила в плен все, кроме нескольких человек, которые бежали в форт и подняли тревогу. Гарнизон сразу оставил внешние оборонительные линии и отступил во внутреннее укрепление. Оно находилось на высоком берегу реки Миссисипи, имело вал высотой 6 футов и ров глубиной 6 футов и шириной 12. На укреплениях стояли два 10-фунтовых Паррота, две 12-фунтовые гаубицы и два 6-фунтовых нарезных орудия. В форт отступили 295 белых военнослужащих, 262 чернокожих и какое-то количество гражданских лиц. Точное количество людей в форте невозможно установить, так как все записи погибли во время штурма, как и почти все офицеры. Существует мнение, что какая-то часть гарнизона дезертировала из форта ещё до начала штурма.
Заняв внешние линии, южане начали приближаться к основному форту: бригада Маккулоха подходила с юга, бригада Белла с востока, при этом южане оказались на высотах, с которых могли вести снайперский огонь по основному форту (хотя Харви Мейтс писал, что снайпера массово не использовались). В 09:00 прибыл Форрест вместе со штабом. К этому времени командующий фортом майор Бут уже был убит, пуля попала в него, когда он находился около орудий. Не зная о его гибели, Форрест приступил к рекогносцировке, при этом под ним была убита лошадь и Форрест получил тяжёлую травму. Его адъютант посоветовал ему спешится, но Форрест ответил, что его могут убить любым образом, а с лошади обзор лучше. Он обнаружил, что с севера подступы к форту удобнее и приказал 2-му Теннессийскому полку полковника Барто подойти по оврагам к форту с той стороны.
В 15:00, когда осаждающие вышли на позиции, удобные для атаки, Форрест поднял белый флаг, позвал капитана Гудмана и продиктовал ему письмо для командования форта с предложениями капитуляции. Он обещал обращаться со сдавшимися, как с военнопленными, при этом в этот раз, в отличие от аналогичного предложения при Падуке, он точно знал, что в составе гарнизона форта есть чернокожие.

Майору Буту, командующему силами Соединённых Штатов, форт Пиллоу:

Майор — поведение рядовых и офицеров форта Пиллоу таково, что они заслуживают обращения, как с военнопленными. Я требую безоговорочной капитуляции всего гарнизона, обещая, что с вами будут обращаться как с военнопленными. Мои люди только что получили свежие боеприпасы, и с их нынешней позиции они могут легко штурмовать и захватить форт. Если моё требование будет отклонено, я не отвечаю за судьбу вашей команды.
Оригинальный текст (англ.)– Major Booth, commanding United States Forces, Fort Pillow:

Mayor — The conduct of the officers and men garrisoning Fort Pillow has been such as to entitle them to being treated as prisoners of war. I demand the unconditional surrender of the entire garrison, promising that you shall be treated as prisoners of war. My men have just received a fresh supply of ammunition, and from their present position can easily assault and capture the fort. Should my demand be refused, I cannot be responsible for the fate of your command.

Гудман, адъютант генерала Чалмерса, впоследствии говорил, что точно помнит про обещание обращаться со сдавшимися как с военнопленными, потому что, когда ему вручили это письмо для доставки в форт, офицеры как раз обсуждали его содержание. Кто-то спрашивал, касается ли обещание так же и чёрных военнослужащих, на что Форрест и Чалмерс ответили, что именно это и имеется в виду.
Когда парламентёры ушли в форт, Форрест заметил, что к форту по реке приближается пароход (Olive Branch), палубы которого заполнены федеральными военными. Чтобы не дать им высадиться, Форрест переместил к берегу часть своих сил. Впоследствии наблюдатели из форта утверждали, что Форрест незаконно использовал перемирие для перемещения войск на боле выгодную позицию. Пароход, однако, прошёл мимо форта, вероятно, следуя в Каиро.
Вскоре (минут через 20) пришёл ответ за подписью майора Бута. В письме просили час времени на обсуждение вопроса с офицерами форта и корабля New Era, который стоял на реке около города. Форрест решил, что гарнизон тянет время, и ответил, что он требует капитуляции только форта, а не корабля, и даёт только 20 минут на обсуждение. Федеральный офицер, который пришёл на переговоры, усомнился, что Форрест лично присутствует при осаде, подозревая, что северян вводят в заблуждение, как это было в Юнион-Сити. Тогда Форрест, надеясь, что это повлияет на гарнизон, лично появился у форта и представился капитану Джону Янгу, которому приходилось видеть генерала. При этом федеральные военные поднялись на вал и наблюдали за переговорами, при этом белые подшучивали друг на другом, а некоторые негры издевались и насмехались над осаждающими. Сержант-южанин впоследствии утверждал, что осаждённые угрожали не пощадить никого, если южане осмелятся на штурм, а журналист-южанин вспоминал, что они говорили, что Форрест не сможет взять форт, так что они не нуждаются в пощаде.
Второй ответ из форта снова был подписан именем Бута. В нём было сказано: «Ваше требование не дало желаемого эффекта». Форрест сказал: «Так не пойдёт. Отправьте это назад и скажите майору Буту, что мне нужен ответ на нормальном английском языке. Да или Нет.». Через несколько минут Гудман доставил окончательный ответ: «Генерал: я не сдамся. С большим уважением, ваш покорный слуга, Л. Ф. Бут, командующий силами США, форт Пиллоу». Харви Мейтс писал, что майор Бредфорд, как бывший дезертир из армии КША, имел все основания опасаться плена, а как человек без серьёзного военного опыта мог надеяться на то, что сможет удержать форт.
Кроме того, Бредфорд не желал повторения унизительной капитуляции Хокинса в Юнион-Сити. Уже после сражения он сказал доктору Фитчу, что он не сдался потому, что он не Хокинс.
После отказа у Форреста более не оставалось другого выбора, кроме как штурмовать форт. Это было необходимо, чтобы сохранить его влияние в Западном Теннесси, но кроме этого, после аналогичного ультиматума в Падуке и последующей неудачи он не мог себе позволить просто оставить форт в покое: в этом случае его ультиматумы перестали бы воспринимать всерьёз. Между тем штурм форта мог привести к крупным потерям в его армии. Он сразу приказал бригаде Белла по сигналу горна идти на штурм и сказал, что «не хочет слышать, что теннессийцы отстают от остальных». Аналогично он приказал бригаде Маккулоха атаковать по сигналу и что он «не хочет слышать, что миссурийцы отстают от остальных». Затем, выждав, он приказал горнисту Гаусу выйти в центр позиции и трубить сигнал к атаке. Было 15:15.
Атака была короткой: южане попали под мушкетный залп, но устояли, пошли вперёд не открывая огня, перешли ров, взобрались на вал и уже оттуда открыли огонь по гарнизону. Цветные войска первыми бросили позицию и побежали к реке, но часть белых с некоторой частью чёрных пытались оказывать сопротивление. Некоторые из гарнизона бросились в реку и там утонули. Сержанг Гейлорд из 6-го цветного артиллерийского полка вспоминал, что был ранен при первой атаке, затем кто-то из южан выстрелил в него снова, но промахнулся. Сержант сказал, что он ранен и что сдаётся, и тогда один техасец взял его в плен. И в то же время он увидел, как южане застрелили трёх чёрных, которые просили пощады. Рядовой Кеннеди слышал, как майор Бредфорд сказал: «Парни, спасайте свои жизни», на что кто-то возразил, и просил не бросать орудия, но майор ответил «Это уже бессмысленно», и артиллеристы бросились бежать в разные стороны. Южане шли за ними и расстреливали без разбора белых и чёрных.
Федеральный рядовой Даниель Стемп вспоминал, что первыми к реке бежали чёрные, затем белые, которые кричали, что южане никого не щадят. Тогда он бросил ружьё и побежал с ними, а южане преследовали их и стреляли всех подряд. Он слышал, как офицер-южанин приказал «Убивайте каждого сукина сына». Потом Стемп был взят в плен одним южанином, который сказал вышестоящему офицеру, что федерал сдался и является военнопленным, но тот повторил приказ убивать всех, потом развернулся и скрылся. Стемп видел, как минимум 25 негров было застрелено при попытке сдаться. Широко известно стало письмо сержанта-южанина Ашиля Кларка, который писал сестре через неделю, что негры падали на колени с поднятыми руками и просили пощады, но в них стреляли, и с белыми обходились так же. Весь форт превратился в бойню. Кларк пытался остановить резню, и ему это почти удалось, но, по его словам, генерал Форрест приказал «отстреливать их, как собак», и бойня продолжилась.
Исследователь Джон Кимприч писал, что многие южане в армии Форреста были рекрутами из оккупированных федералами регионов Миссисипи и Теннесси, семьи которых так или иначе пострадали от действий федеральных властей и, возможно, непосредственно от гарнизона форта, и которые по этой причине не испытывали жалости к противнику. Кроме того, это было первое близкое столкновение армии южан с вооружёнными неграми, и южане ещё не знали, как в данном случае надо обращаться с противником. Он так же считает маловероятным, что бы южане массово закалывали противника штыками. Кавалерия Форреста была вороружена в основном кавалерийскими карабинами и револьверами, и лишь небольшая часть новобранцев могла иметь штыки.
Из всего гарнизона погибло примерно 66 % чёрных военнослужащих и примерно 35 % белых. В основном они погибли в первые минуты штурма. Некоторые погибли позже, например майор Бредфорд попал в плен и был убит через день или два при неясных обстоятельствах. Штурм длился около 20 минут, с момента сигнала горна, до того, как кто-то спустил флаг над фортом и Форрест приказал прекратить огонь. Впоследствии южане утверждали, что убивали противника по той причине, что форт не сдавался (не спускал флаг). Выжившие северяне потом утверждали, что отдельные убийства происходили и на следующий день, когда южане сжигали постройки и хоронили убитых. Утверждалось, что многих похоронили заживо, и один участник-южанин отчасти подтвердил это, сказав, что живьём были похоронены некоторые северяне, которые прикидывались мёртвыми.
Чернокожий Ник Хеймер, который был рабом Уильяма Хеймера из 5-го Миссисипского полка армии Форреста (бригады Маккулоха), во время штурма находился при обозе, и потом вспоминал, что не видел, чтобы кого-то из пленных убивали. Он видел, что 109 человек были взяты в плен, из них около 30-ти были женщины и дети, и всего около дюжины были цветными.
Перед заходом солнца Форрест покинул форт, оставив его в распоряжении генерала Чалмерса.

## Последствия
Часть погибших была похоронена вечером 12 апреля, часть на следующее утро. Пленных пытались передать на корабль New Era, но он неожиданно скрылся. Днём 13 апреля к форту подошёл корабль Silver Cloud и открыл огонь, но с ним договорились о перемирии до 17:00. В течение дня к форту подходили и другие корабли. Примерно 70 федеральных раненых, рядовых и офицеров, было переправлено на корабль Platte Valley. Многие северяне сошли на берег с кораблей, в их числе Уильям Фергюсон с корабля Silver Cloud. Он вспоминал, что увидел в форте примерно 70 человек раненых и, вероятно, 150 уже были похоронены. Кто-то из федеральных офицеров спросил генерала Чалмерса, не были ли негры убиты уже после взятия в плен, на что тот ответил, что, по его мнению, такое вероятно, поскольку в армии Форреста так ненавидят вооружённых негров, что трудно удержать военных от убийства пленных. Он сказал, что негры были убиты не по приказу Форреста, а наоборот, и Форрест и сам Чалмерс остановили резню, как только смогли. Он сказал, что такое может повториться, если северяне будут продолжать вооружать негров. Форрест в своём рапорте, составленном через три дня, написал примерно то же самое, он сказал, что сражение должно показать северянам, что чернокожие солдаты не могут воевать с южанами.

### Реакция общественности
Первые публикации о событиях появились в газете Memphis Bulletin от 14 апреля, но в основном северяне узнали о событиях 15 апреля, после многочисленных публикаций, которые базировались, вероятно, на опросе прибывших на корабле Platte Valley. В первых версиях упоминались сожжения военных, убийства гражданских, убийство всех негров в форте и так далее. Позже появились отзывы тех, кто посещал форт после боя и разговаривал с выжившими. Все эти первые описания существенно отличались друг от друга. Многие республиканские газеты, особенно радикалистские, сразу отреагировали громкими статьями. Они требовали мести в виде наказаний или смерти для пленных южан. С другой стороны, мэнская газета Portland Advertiser написала, что если одеть обезьяну в форму военного, то она не станет солдатом, и это не даст ей прав и гарантий военнопленного. Chicago Times, газета демократов мира, обращала внимание на то, что форт был взят именно из-за того, что негры бросили позиции. Аболиционистские газеты резко осудили убийства и даже обвинили в них всё население США, менталитет которого привёл к таким трагическим последствиям.
На юге первые публикации появились 17 апреля и в них обращалось внимание на необычайно высокое количество погибших. 26 апреля был опубликован отчёт некоего Мариона, где было отмечено, что южане не щадили сдавшихся. Этот отчёт и письмо Ашиля Кларка стали основными свидетельствами. В последующих публикациях событие уже было названо резнёй (massacre). Таким образом, эта оценка появилась в газетах юга даже раньше, как это стало тиражироваться в прессе Севера. Например, 18 апреля мемфисская газета Appeal, которая в то время издавалась в Атланте, написала статью с заголовком «Взятие форта Пиллоу. Полное истребление (slaughter) гарнизона». Но уже через несколько дней, после обвинений в федеральных газетах, южная пресса сменила тон и стала отрицать факты убийства.
Военный секретарь Эдвин Стэнтон уже 16 апреля дал генералу Шерману распоряжение начать расследование, и с 17 по 30 апреля комиссией под руководством генерала Мейсона Бреймана были собраны первые официальные показания под присягой. В отчёте 28 апреля было сказано, что действительно имели место нарушения правил ведения войны. Этот отчёт заставил Конгресс США начать своё собственное расследование, и сенатор Бенджамин Уэйд (радикальный республиканец) был направлен для сбора данных. Был допрошен 51 человек.
Расследование не подтвердило обвинений в убийстве женщин и детей. Одна чернокожая женщина умерла в госпитале от ранений, и ещё две были похоронены в форте 13 апреля. Не было обнаружено убитых или раненых детей. В 1866 году в форте были найдены две детские могилы, но выяснить дату захоронения не удалось. Не подтвердились случаи о массовом захоронении живьём: было зафиксировано всего три таких случая.
На фоне приближавшихся президентских выборов на Севере дело сразу приобрело политическое значение. Республиканцы воспользовались событием как возможностью обвинить демократов в чрезмерной мягкости к Конфедерации. 3 мая президент Линкольн сообщил кабинету, что факт резни уже вполне доказан и запросил их рекомендаций относительно ответных мер. Кабинет посоветовал ничего не предпринимать до того, как станут ясны последствия наступления генерала Гранта в Северной Вирджинии. Бездействие федерального командования объясняется тем, что генерал Шерман не симпатизировал чернокожим, а Линкольн перед выборами не хотел раздражать ту часть электората, которая мыслила сходно с Шерманом.
Если Форрест рассчитывал, что события в форте заставят чернокожих уклоняться от набора в армию, то реальный эффект был противоположным. Уже через неделю в газетах появились сообщения, что чернокожие солдаты дают клятву «Помнить форт Пиллоу» (по аналогии со слоганом 1835 года «Помни форт Аламо!»), и сражаться с Форрестом, не беря пленных. Впоследствии крик «Помни форт Пиллоу» использовался чернокожими в сражении при Брайс-Кроссроудс, при Джеймс-Айленд, при Мариане, в Бою у воронки и в боях под Ричмондом. Негры действительно, иногда не брали пленных, если это можно было сделать не привлекая внимания. Многие федеральные белые офицеры не одобряли такую практику, а полковой врач Хэмфри Худ писал, что вообще сожалеет о том, что этот фарс (клятва не давать пощады) вообще имел место и попал в прессу.
Исследователь Джон Кимприч писал, что дискуссия вокруг событий в форте Пиллоу имела положительные следствия: общество пришло к мнению, что массовые убийства на расовой почве необоснованны и их следует по возможности избегать. На Юге в итоге было принято решение о допущении чернокожих в армию, что тоже снизило количество межрасовых конфликтов. Без этих изменений, писал Кимприч, война могла бы пойти по другому, более жестокому пути.

### Жертвы
В рапорте Форрест утверждал, что его люди убили 71 % федерального гарнизона, один из его полевых врачей называл 79 %, а один кавалерист писал про 89 %. Расследование Конгресса США установило, что погибло более половины гарнизона. Впоследствии авторы-южане, защищая Форреста от обвинений в резне, старались приуменьшить процент убитых, для чего брали заниженные данные о численности гарнизона (например, 557 человек) и вычитали из этого количества пленных и раненых. В итоге они приходили к выводу, что погибло 40—45 % гарнизона, и это нельзя назвать «резнёй». Джон Джордан в статье 1947 года вывел минимальный процент погибших — 31 %, прибавив к 577 человек гарнизона ещё некоторых, ранее не учтённых людей. Он тоже пришёл к мнению, что произошедшее не попадает под определение резни. Но во всех таких подсчётах существовала одна ошибка: в списках пленных федеральных военных числились и те, кого взяли в плен ещё до штурма.
С 1950-х годов исследователи стали приходить к мнению, что резня всё же имела место, а с 1973 года эта точка зрения стала общепринятой. Исследователи Кимприч и Майнфорт проанализировали архивы личных дел и с некоторой погрешностью установили, что 12 апреля в форте присутствовало от 585 до 605 человек, из которых погибло 277—297 человек, то есть, 47—49 % гарнизона.
Таблица потерь по Кимпричу и Майнфорту:
| —                   | Батальон Бредфорда | Остальные белые | 6-й цветной полк | 2-й цветной полк | Всего |
| ------------------- | ------------------ | --------------- | ---------------- | ---------------- | ----- |
| Убитые и пропавшие: | 61                 | 0               | 167              | 18               | 246   |
| Умершие от ранений: | 21                 | 0               | 10               | 0                | 31    |
| Всего погибших:     | 82                 | 0               | 177              | 18               | 277   |
| Больные и раненые:  | 39                 | 1               | 25               | 5                | 70    |
| Пленные:            | 149                | 2               | 39               | 12               | 202   |
| Спасшиеся:          | 7                  | 0               | 29               | 0                | 36    |
| Всего выживших:     | 195                | 3               | 93               | 17               | 308   |
| Всего               | 277                | 3               | 270              | 35               | 585   |

### Вопрос ответственности Форреста
Многие исследователи задавались вопросом, в какой мере Форрест ответственен за происходящее, хотя в основном приходили к выводу, что установить меру его ответственности невозможно. С одной стороны, по свидетельству сержанта Кларка, он приказал «стрелять их, как собак», с другой, существуют и противоположные свидетельства. Южанин Самуэль Колдвелл писал жене, что они, южане, были в таком гневе на противника, что не пощадили бы никого, если бы Форрест не бросился их разнимать с пистолетом и саблей в руках. Федеральный капитан Янг утверждал, что Форрест застрелил одного из своих, кто не подчинился его приказу о прекращении огня. Выходит, что Форрест одновременно и приказал убивать противника, и сам же останавливал убийства. Исследователь Джек Хёрст предполагал, что такое возможно: раздражённые оскорблениями на переговорах и отказом сдаваться, вынужденный жертвовать своими людьми при штурме, он вполне мог отдать приказ вырезать гарнизон и даже желать исполнения приказа, но, узрев последствия, он мог пожалеть о произошедшем.
Возможно, сержант Кларк заблуждался, и Форрест не отдавал приказа «стрелять, как собак», но в этом и не было необходимости. Между противниками было достаточно неприязни для её начала, Форресту было достаточно не запрещать резню. Никто не слышал, чтобы Форрест отдавал приказ о резне пленных, но он однозначно не предпринял никаких предосторожностей для предотвращения таких событий. Это, однако, объясняется тем, что он ранее не оказывался в подобной ситуации и не знал о подобных случаях. Несколько десятков чернокожих было убито после сражения при Оласти, и об этом писали федеральные газеты, но Форрест мог не знать об этом.
В северных штатах Форрест уже в первые дни после сражения получил славу убийцы. 18 апреля в нью-йоркской Trubune появилась статья с заглавием: «Мясник Форрест и его семья. Все они работорговцы и насильники над женщинами». В ней обсуждалась довоенная жизнь Форреста и в конце говорилось, что таково прошлое «монстра, который хладнокровно умертвил храбрых защитников форта Пиллоу». В 1865 году, уже после капитуляции армии Форреста, северный писатель Брайан Макаллистер встретился в Форрестом и спросил, не желает ли он написать правдивую историю событий в форте Пиллоу. Форрест ответил, что янки послали лучших своих людей на расследование, так что наверняка история им известна. Но будет ли правдива такая история, спросил Макаллистер. «Да, если мы готовы верить всему, что говорят ниггеры», ответил Форрест. Он сказал, что в форте было полно «ниггеров и дезертиров из нашей армии», и они все были пьяны, и стреляли в его людей, отступая, и не спускали флаг. Ему самому пришлось срубить фал, спустить флаг и остановить сражение.
Слава «мясника» осложняла жизнь Форресту и после войны. В 1867 году он был избран делегатом на Конвент демократической партии в Нэшвилле. Газеты республиканской партии сразу написали о присутствии на Конвенте «Форреста, мясника из форта Пиллоу». Бэзил Дюк вспоминал, как на пути с конвента поезд, в котором ехал Форрест, остановился в небольшом городке и вагон окружила толпа, а один человек из толпы ворвался в вагон с криками «Где этот чёртов мясник Форрест? Он мне нужен!». Согласно фамильной истории, однажды в номер отеля, где жил Форрест, ворвалась женщина с Библией и зонтиком и с порога спросила: «Это вы генерал мятежников, Форрест? И это правда, что вы умертвили тех милых цветных людей в форте Пиллоу?». В ответ Форрест поднялся во весь свой рост и ответил: «Да, мадам. Я убивал мужчин и женщин своим солдатам на обед и сам ел детей на завтрак».
Исследователь Эндрю Уорд приводит историю чернокожей женщины Розы Спирмен Хупер, которую в конце 1850-х продали Форресту. Он разлучил её с матерью и продал человеку по имени Спирмен. Она познакомилась с рабом Томасом Хупером, и у них родилась дочь Жозефина, а в 1864 году они сбежали в Коринф, занятый федеральной армией. Том записался в 6-й Артиллерийский полк, вскоре получил звание капрала и был направлен в форт Пиллоу. В самом начале сражения Роза с большинством гражданских была отправлена на барже за реку Миссисипи, а Том Хупер погиб во время штурма. Таким образом, пишет Уорд, Натан Бэдфорд Форрест разлучил её не только с матерью, но и с мужем, и называет это самым примечательным злодеянием той войны.